# Gerbillus cosensi
Gerbillus cosensi är en däggdjursart som beskrevs av Guy Dollman 1914. Gerbillus cosensi ingår i släktet Gerbillus och familjen råttdjur. IUCN kategoriserar arten globalt som otillräckligt studerad. Inga underarter finns listade i Catalogue of Life.
Arten godkänns inte av Wilson & Reeder (2005). Den listas där som synonym till Gerbillus agag.
Denna ökenråtta förekommer främst kring Turkanasjön i nordvästra Kenya och den hittas även i nordöstra Uganda. Habitatet utgörs av halvöknar med glest fördelad växtlighet.